# مینا کلاورو
مینا کلاورو (به اسپانیایی: Mina Clavero) یک منطقهٔ مسکونی در آرژانتین است که در Departamento San Alberto واقع شده‌است.